# Max Faßbender
Max Faßbender, auch Maks Fassbender (* 8. Oktober 1868 in Berlin; † 20. Februar 1934 ebenda) war ein deutscher Kameramann und Pionier der Kinematographie.

## Leben und Wirken
Nach seiner fotografischen Ausbildung war er zunächst als Fotograf und Aktualitätenoperateur tätig. Noch vor dem Ersten Weltkrieg knüpfte er Kontakt mit dem Spielfilm und fand Anstellung bei der Produktionsfirma Continental-Kunstfilm.
Der Regisseur Joe May holte ihn für seine frühen, populären Stuart-Webbs-Kriminalgeschichten, wenig später avancierte Faßbender bis 1919 zum ständigen Kameramann der Erfolgsfilme Richard Oswalds. Auch die Regie-Anfänger Fritz Lang (Harakiri), E. A. Dupont (Europa postlagernd) und Gerhard Lamprecht („Frauenbeichte“) sicherten sich die Kenntnisse des erfahrenen Aufnahmeoperateurs.
1922 stand Max Faßbender bei seinem bisher aufwändigsten Werk, Rudolf Meinerts Historienstoff „Marie Antoinette“, hinter der Kamera. Im Oktober des darauffolgenden Jahres ging er in die Schweiz, um dort das ambitionierteste Kinowerk des Landes zur Stummfilmzeit zu fotografieren. Doch „Die Entstehung der Eidgenossenschaft“, ein von US-Schweizern finanziertes Epos im theatralischen Passionsspiel-Stil, wurde ein künstlerisches wie ökonomisches Fiasko. Einzig Faßbenders Kameraarbeit wurde gelobt. Nach seiner Rückkehr nach Berlin Anfang Oktober 1924 konnte Max Faßbender kaum noch Aufträge erhalten; im Winter 1925/26 arbeitete er in Posen an einer polnischen Produktion.
Faßbender verstarb 1934 im Städtischen Krankenhaus Weißensee.

## Filmografie
- 1913: Fabrik-Marianne
- 1913: Das verschleierte Bild von Groß-Kleindorf
- 1913: Die geheimnisvolle Villa
- 1914: Der Mann im Keller
- 1914: Der Spuk im Hause des Professors
- 1914: Das Panzergewölbe
- 1915: Der gestreifte Domino
- 1915: Die Toten erwachen
- 1916: Ein Blatt Papier
- 1916: Ein einsam Grab
- 1916: Am Amboß des Glücks
- 1916: Seine letzte Maske (unsicher)
- 1916: Seltsame Köpfe
- 1916: Glaubensketten
- 1916: Nebel und Sonne
- 1916: Das unheimliche Haus
- 1916: Der chinesische Götze
- 1916: Freitag, der 13. Das unheimliche Haus, 2. Teil
- 1916: Titanenkampf
- 1916: Die Rache der Toten
- 1917: Königliche Bettler
- 1917: Das Bildnis des Dorian Gray
- 1917: Die zweite Frau
- 1917: Der Schloßherr von Hohenstein
- 1917: Der Weg ins Freie
- 1917: Das Kainszeichen
- 1917: Des Goldes Fluch
- 1917: Die gute Partie
- 1917: Rennfieber
- 1917/18: Es werde Licht! (4 Teile)
- 1918: Das Dreimäderlhaus
- 1918: Colomba
- 1918: Dida Ibsens Geschichte
- 1918: Der Dieb
- 1918: Der lebende Leichnam
- 1918: Der ewige Zweifel
- 1918: Das Tagebuch einer Verlorenen
- 1918: Jettchen Geberts Geschichte (2 Teile)
- 1918: Peer Gynt
- 1918: Mitternacht
- 1918: Europa postlagernd
- 1918: Die Sylvesterwette
- 1919: Die Reise um die Erde in 80 Tagen
- 1919: Anders als die Andern
- 1919: Die Prostitution (2 Teile)
- 1919: Harakiri
- 1919: Manon. Das hohe Lied der Liebe
- 1919: Der rote Sarafan
- 1920: Halbe Unschuld
- 1920: Der Sprung ins Dunkle
- 1920: George Bully
- 1920: Die Nacht der Toten
- 1920: Schatten aus dem Totenreich
- 1920: Das Medium
- 1921: Verlorene Seelen
- 1921: Das Rattenloch
- 1921/22: Frauenbeichte (3 Teile)
- 1922: Marie Antoinette
- 1923: Nachtstürme
- 1924: Die Entstehung der Eidgenossenschaft
- 1926: Cyganka aza
- 1926: Das graue Haus
- 1927: Die raffinierteste Frau Berlins